# Giun dẹp thảm
Giun dẹp thảm, Thysanozoon brocchii, là một loài giun dẹp trong họ Pseudocerotidae.

## Mô tả
Giun dẹp thảm có thể có tồng chiều dài lên đến 8 cm. Chúng có thân nhạt với mép nhăng màu hồng. Phía trên bề mặt của con vật được bao phủ bởi những điễn nhô ra ra giống như ngón nay ngắn màu hồng, caramels và nâu. Có một mấu nhỏ nhô ra ở đầu.

## Phân bố
Giun dẹp thảm được tìm thấy ngoài khơi bờ biển Nam Phi từ bán đảo Cape đến Port Elizabeth cũng như ở Địa Trung Hải và Biển Đỏ. Họ được tìm thấy ít nhất là 35m dưới nước.

## Từ đồng nghĩa
Các loài sau đây là từ đồng nghĩa của Thysanozoon brocchii:
- Eolidiceros brocchi (Risso, 1818)
- Eolidiceros panormis Quatrefage, 1845
- Planaria brocchi (Risso, 1818)
- Planaria dicquemaris Delle Chiaje, 1841
- Planaria dicquemaris verrucosa (Delle Chiaje, 1829)
- Planaria tuberculata Delle Chiaje, 1828
- Planaria verrucosa Delle Chiaje, 1829
- Planeolis panormis (Quatrefage, 1845)
- Stylochus papillosus Diesing, 1836
- Tergipes brocchi Risso, 1818
- Thysanozoon brocchii var. cruciatum Laidlaw, 1906
- Thysanozoon dicquemaris (Delle Chiaje, 1841)
- Thysanozoon diesingii Grube, 1840
- Thysanozoon fockei Diesing, 1850
- Thysanozoon lagidium Marcus, 1949
- Thysanozoon panormis (Quatrefage, 1845)
- Thysanozoon papillosum (Diesing, 1836)
- Thysanozoon tuberculatum (Delle-Chiaje, 1828)